# Arthur Gardiner Butler
Arthur Gardiner Butler (Londra, 27 giugno 1844 – Beckenham, 28 maggio 1925) è stato un entomologo, aracnologo e ornitologo britannico.
Lavorò presso il British Museum, studiando soprattutto la tassonomia degli uccelli, degli insetti (in particolar modo i Lepidotteri) e degli aracnidi.

Pubblicò anche studi sui ragni dell'Australia, delle Galápagos, del Madagascar ecc.

## Taxa denominati in suo onore
- Aranoethra butleri Pocock, 1899 - ragno della famiglia Araneidae
- Strix butleri Hume, 1878 - uccello della famiglia Strigidae
- Accipiter butleri Gurner jr., 1898 - uccello della famiglia Accipitridae

## Opere
Di seguito, un elenco parziale delle pubblicazioni e delle opere.

### Aracnologia
- Butler, A.G., 1873a - A monographic list of the species of Gasteracantha or crab-spiders, with descriptions of new species. Trans. ent. Soc. Lond. 1873, pp. 153–180
- Butler, A.G., 1873b - A list of the spiders of the genus Acrosoma. Proc. zool. Soc. Lond. 1873, pp. 420–429
- Butler, A.G., 1876a - On a small collection of Arachnida from Queensland with descriptions of three apparently new species. Cist. Ent. vol.1, pp. 349–354
- Butler, A.G., 1876b - Preliminary notice of new species of Arachnida and Myriopoda from Rodriguez, collected by Mssrs George Gulliver and H. H. Slater. Ann. Mag. nat. Hist. (4) vol.17, pp. 439–446
- Butler, A.G., 1882a - On some new species of the genus Caerostris from Madagascar. Ann. Mag. nat. Hist. (5) vol.10, pp. 100–106
- Butler, A.G., 1882b - On some new or little known spiders from Madagascar. Proc. Zool. Soc. Lond. 1882, pp. 763–768

### Entomologia
- Catalogue of Diurnal Lepidoptera of the family Satyridae in the collection of the British Museum (1868)
- Catalogue of Diurnal Lepidoptera Described by Fabricius in the Collection of the British Museum (1870), Lepidoptera Exotica, or, Descriptions and illustrations of exotic lepidoptera (1869-1874)
- Tropical Butterflies and Moths (1873)
- Catalogue of the Lepidoptera of New Zealand (1874)
- The butterflies of Malacca (1879).
- con Herbert Druce (1846-1913), Descriptions of new genera and species of Lepidoptera from Costa Rica. Cistula entomologica, 1: 95–118 (1872).

### Ornitologia
- Foreign birds for cage and aviary, Order Passeres... (1896-1897) illustrated by Frederick William Frohawk (1861-1946)
- British Birds' Eggs: a handbook of British oölogy

| Butler è l'abbreviazione standard utilizzata per le specie animali descritte da Arthur Gardiner Butler. Categoria:Taxa classificati da Arthur Gardiner Butler |